# 菱苞桦
菱苞桦（学名：Betula rhombibracteata）为桦木科桦木属的植物，是中国的特有植物。分布在中国大陆的云南等地，生长于海拔2,500米的地区，多生于杂木林中，目前尚未由人工引种栽培。